# Alluy
Alluy is een gemeente in het Franse departement Nièvre (regio Bourgogne-Franche-Comté) en telt 420 inwoners (2009). De plaats maakt deel uit van het arrondissement Château-Chinon (Ville).

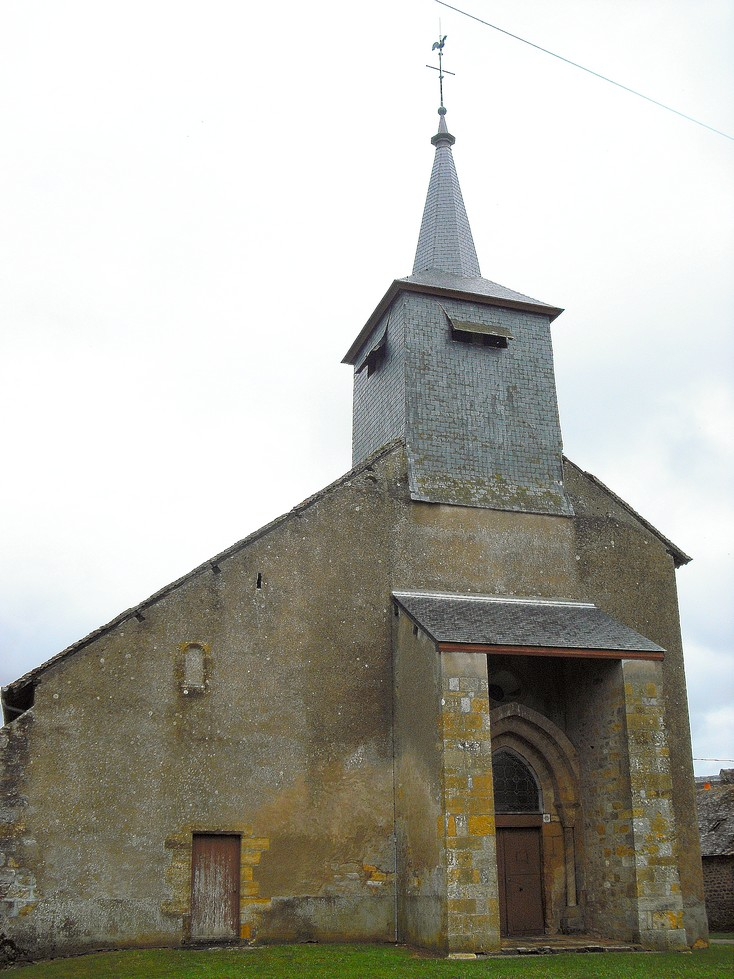
Kerk Saint-Pierre et Saint-Paul

## Geografie
De oppervlakte van Alluy bedraagt 28,1 km², de bevolkingsdichtheid is 15,3 inwoners per km².
De onderstaande kaart toont de ligging van Alluy met de belangrijkste infrastructuur en aangrenzende gemeenten.

## Demografie
Onderstaande figuur toont het verloop van het inwonertal (bron: INSEE-tellingen).